# Бородин, Михаил Никанорович
Михаи́л Никано́рович Бороди́н (3 ноября 1868 — 1948) — участник Первой мировой войны, Белого движения во время Гражданской войны, генерал-майор (1917).

## Биография
Родился 3 ноября 1868 года в г. Уральске, в семье потомственных дворян Уральского казачьего войска. Его отец, сотник Никанор Иванович Бородин, занимал должность казначея Уральского Войскового хозяйственного правления. Мать — Аполлинария Павловна, была представительницей одного из известнейших уральских дворянских родов Акутиных. Михаил был старшим ребёнком в семье. Образование получил в Оренбургском Неплюевском кадетском корпусе, который окончил в 1887 году, затем поступил и в 1889 году окончил Павловское военное училище по I разряду и 10 августа 1889 года произведён в чин хорунжего, получив по собственному желанию назначение в 1-й Уральский казачий полк, где начал службу с февраля 1890 года. Осенью 1891 года Бородин, как примерный офицер, был командирован в г.Санкт-Петербург, в лейб-гвардии Уральскую казачью Его Величества сотню, а в июле 1892 года окончательно переведён на службу в штат сотни. С мая 1906 года лейб-гвардии Уральская казачья сотня вошла в состав сформированного Лейб-Гвардии Сводно-казачьего полка. В марте—июле 1912 года занимал должность командира лейб-гвардии 1-й Уральской сотни Сводно-Казачьего полка, затем с 27 июля 1912 года являлся исполняющим должность помощника командира лейб-гвардии Сводно-Казачьего полка по строевой части, 26 августа 1912 года произведён в полковники, а 21 октября 1912 года утверждён в должности помощника командира полка.
После начала Первой мировой войны М. Н. Бородин убыл на фронт в составе своего полка, находясь в прежней должности. Лейб-гвардии Сводно-Казачий полк вошёл в состав 3-й гвардейской кавалерийской дивизии и уже в августе-сентябре 1914 года участвовал в Восточно-Прусской операции. 16 сентября 1915 года он был назначен командиром 1-го Уральского казачьего полка, уже неоднократно отличившегося к тому времени на полях сражений. Полк входил в 9-ю кавалерийскую дивизию, действовавшую в составе 7-й армии Юго-Западного фронта.
В конце мая 1916 года, началось наступление 7-й армии Юго-западного фронта. В ходе кровопролитных боёв русские войска разбили войска Австро-Венгрии, сбив их с укрепленных позиций. Во время преследования отступавшего противника произошло несколько знаменательных боёв в ходе которых личный состав Уральского казачьего полка показал пример самоотверженности и героизма. За смелость и героизм 1-й Уральский казачий полк был представлен к коллективной награде — серебряными Георгиевскими трубами, а многие офицеры и нижние чины были представлены к наградам.
После этого потерявший большой процент личного состава убитыми и ранеными 1-й Уральский казачий полк в июне 1916 года был отведён в резерв, а потом занимал оборону по р. Днестр, непрерывно ведя боевые действия с неприятелем. Полковник М. Н. Бородин за предыдущие отличия, личное мужество и героизм, был произведён 17 января 1917 года в чин генерал-майора, оставаясь во главе своего полка.
28 марта 1917 года, в г. Уральске, на Экстренном съезде выборных представителей прошли выборы Войскового атамана Уральского казачьего Войска. Бородин был выдвинут частью казаков на этот пост и по итогам голосования занял второе место, уступив лишь заслуженному генерал-лейтенанту Г. П. Любавину. На следующий после выборов день, победивший кандидат в атаманы Любавин отказался от должности, сославшись на старость и болезни. Следующим кандидатом был Бородин, но он также отказался от должности Войскового атамана.
Временным правительством с 3 мая 1917 года назначен на должность командира 2-й бригады 9-й кавалерийской дивизии.
26 декабря 1917 года во главе 1-го и 8-го Уральских казачьих полков, с оружием выступил в поход с целью возвращения на территорию Уральского казачьего войска. Отражая попытки красногвардейских отрядов разоружить казаков, прибыл в Уральск (28.01.1918), где подчинённые ему части были распущены. После вступления красногвардейских частей на территорию Уральского казачьего войска, являлся командиром казачьей дружины, затем командовал двумя казачьими полками. С июля 1918 года командующий уральскими казачьими частями войск Народной армии в Бузулукском районе. С сентября 1918 года командир Уральской казачьей дивизии на Саратовском фронте (командующий генерал-майор В. И. Акутин), некоторое время исполнял должность командующего фронтом. 8 января 1919 года был командирован в качестве представителя Уральского казачьего войска в Ставку верховного главнокомандующего Вооруженных Сил Юга России генерал-лейтенанта Деникина А. И.. Прибыв в Екатеринодар, занимался поставками вооружения, боеприпасов и продовольствия на территорию Уральского казачьего войска. В конце 1919 года назначен представителем Уральского казачьего войска при Донском атамане генерал-лейтенанте А. П. Богаевском. В ноябре 1920 года эвакуировался с армией барона генерал-лейтенанта П. Н. Врангеля из Крыма. В эмиграции проживал в Королевстве сербов, хорватов и словенцев (СХС). Написал воспоминания о начале борьбы с большевиками на казачьем Урале. Похоронен на Русском мемориальном кладбище у Монастыря Св. Саввы в г. Герцег-Нови, (Черногория).

## Награды
- Императорский австрийский орден Франца Иосифа рыцарский (кавалерский) крест (1897)
- Орден Святого Станислава 3 степени (1903)
- Орден Святой Анны 3 степени (1907)
- Орден Святого Станислава 2 степени (1913)
- Орден Святого Владимира 4 степени (1915)
- мечи и бант к Ордену Святого Владимира 4 степени(1915)
- Орден Святой Анны 2 степени с мечами (1915)
- Орден Святого Владимира 3 степени с мечами (1917)
- Орден Святого Георгия 4-й степени (1917)